# Fendlera wrightii
Fendlera wrightii är en hortensiaväxtart som först beskrevs av Samuel Frederick Gray, och fick sitt nu gällande namn av Heller. Fendlera wrightii ingår i släktet Fendlera och familjen hortensiaväxter. Inga underarter finns listade i Catalogue of Life.